# Francisco Denis Diez
Francisco Denis Diez, (León, 1898 - Sallent, 3 de juny de 1949) conegut com "el Català", fou un sindicalista anarquista espanyol, membre de la Confederació Nacional de Treballadors (CNT).
Durant la Guerra Civil fou comissari del 482.º batalló de la 121.ª Brigada Mixta, integrada en la 26.ª Divisió —antiga Columna Durruti. Al gener de 1939 fou ferit en combat a Montsec. Després, s'exilià a França, al final del conflicte.
Tornà a Espanya i l'any 1943 començà la seva activitat com a guerriller antifranquista, destacant com a guia i enllaç fronterer amb el maquis llibertari que actuava a Catalunya. Va establir passos segurs a través dels Pirineus pels guerrillers antifranquistes, els quals van ser usats, entre d'altres, pels grups de Josep Lluís Facerías, Francisco Sabaté Llopart i «Los Maños» de Wenceslao Jiménez Orive. L'any 1948 va ser ell qui va evacuar per la frontera al doctor José Pujol Grua, a més d'en Juan Cazorla Pedrer, en Tomás Germinal Gracia Ibars i en Josep Lluís Facerías, en Guillermo Ganuza Navarro, en Pere Adrover Font, etc.
El 29 de maig de 1949 entrà clandestinament per última vegada a Espanya, sent detingut el 3 de juny prop de Gironella, quan marxava cap a Manresa en missió orgànica. Francisco Denís Díez va ser portat a la caserna de la Guàrdia Civil de Sallent, on es suïcidà ingerint una càpsula de cianur que sempre duia amagada en un botó de la roba per evitar delatar als seus companys. La Jefatura de Policía de Barcelona va emetre un comunicat a la premsa sobre el suïcidi, en el qual constava com a comunista.